# Dienstbeschädigungsausgleichsgesetz
Das Gesetz über einen Ausgleich für Dienstbeschädigungen im Beitrittsgebiet (Dienstbeschädigungsausgleichsgesetz - DbAG) regelt die Überführung von Ansprüchen aus den Sonderversorgungssystemen der DDR infolge einer Dienstbeschädigung in die allgemeine gesetzliche Rentenversicherung der Bundesrepublik Deutschland.

## Hintergrund
Die Sonderversorgungssysteme der DDR sahen bei einer Beschädigung im Rahmen der Dienstausübung für den begünstigten Personenkreis (Angehörige der NVA, der Volkspolizei, den Feuerwehren, den Strafvollzugsorganen, der Zollverwaltung und des MfS) die Gewährung entweder einer Dienstbeschädigungsvollrente oder einer Dienstbeschädigungsteilrente vor.
Nach der Herstellung der Einheit Deutschlands wurden die Sonderversorgungssysteme geschlossen. Während die Dienstbeschädigungsvollrenten nach § 2 Abs. 2 des Anspruchs- und Anwartschaftsüberführungsgesetzes (AAÜG) zum 31. Dezember 1991 in eine Rente wegen voller Erwerbsminderung überführt wurden, wurden die Dienstbeschädigungsteilrenten nach § 9 AAÜG in der bisherigen Höhe im Rahmen der Besitzstandswahrung weitergezahlt. Mit Eintritt ins Rentenalter verloren die betroffenen Personen jedoch aufgrund der Regelung des § 89 SGB VI ihren Anspruch auf Dienstbeschädigungsrente, obwohl das DDR-Recht eine Zahlung der Dienstbeschädigungsrente neben der Altersrente zuließ und obwohl vergleichbare Personengruppen in Westdeutschland einen finanziellen Ausgleich neben ihrer Altersrente beanspruchen können. Beschädigte, die vor dem Stichtag 18. Mai 1990 in die Bundesrepublik geflohen waren, verloren ihren Anspruch auf Dienstbeschädigungsrente ganz.
Der Gesetzgeber sah hierin eine Benachteiligung dieser Personengruppe. Statt die Dienstbeschädigungsrenten in bisheriger Höhe weiterzuzahlen, wurde ein sogenannter Dienstbeschädigungsausgleich eingeführt, der der Grundrente nach dem Bundesversorgungsgesetz entspricht und wie die Grundrente bei anderen Sozialleistungen nicht als Einkommen angerechnet wird. Bisherige Bezieher von Dienstbeschädigungsteilrente erhielten Bestandsschutz, sofern dieser Anspruch höher war als der neue Anspruch auf Dienstbeschädigungsausgleich.

## Angehörige des Ministeriums für Staatssicherheit
Das Bundesverfassungsgericht entschied mit Beschluss vom 21. November 2001, dass die Vorschriften des Anspruchs- und Anwartschaftsüberführungsgesetzes (AAÜG) über den Wegfall dieser Renten beim Zusammentreffen mit anderen Leistungen bei den Angehörigen der vier ehemaligen Sonderversorgungssysteme einschließlich der Angehörigen des ehemaligen Ministeriums für Staatssicherheit/Amtes für Nationale Sicherheit der DDR mit dem Grundgesetz unvereinbar seien.
Dem Neuregelungsauftrag kam der Gesetzgeber mit Änderungsgesetz vom 19. Juni 2006 rückwirkend zum 1. März 2002 nach. Es erstreckte dabei die Wirkung des Gesetzes auch auf Versicherte der Sonderversorgung des MfS, soweit diese nicht im Einzelfall bei einer Diensthandlung gegen die Grundsätze der Menschlichkeit oder Rechtsstaatlichkeit verstoßen haben und der den Leistungsentzug rechtfertigende Menschenrechtsverstoß mit der den Leistungen zu Grunde liegenden Schädigung in einem inneren Zusammenhang steht (§ 1a DbAG).

## Weblink
- Dienstbeschädigungsausgleichsgesetz - Gesetzestext